# József Kovács
József Kovács, född den 8 april 1949 i Balatonlelle, Ungern, är en ungersk fotbollsspelare som medverkade i det ungerska lag som tog OS-silver i fotbollsturneringen vid de olympiska sommarspelen 1972 i München.